# Stadion Centralny w Prypeci
Stadion Centralny (znany również jako stadion Awanhard) – wielofunkcyjny stadion w Prypeci, na Ukrainie. Jego otwarcie planowane było na 1 maja 1986 roku, jednak 26 kwietnia doszło do katostrofy w pobliskiej elektrowni jądrowej, co spowodowało ewakuację całej ludności miasta Prypeć i utworzenie Strefy Wykluczenia, w związku z czym praktycznie gotowy obiekt nigdy nie został oficjalnie otwarty, a z czasem wyniszczał i zarósł dziką roślinnością.
Działający w Prypeci klub piłkarski Stroitiel swoje spotkania rozgrywał na stadionie miejskim, usytuowanym przy wjeździe do miasta, niedaleko dworca autobusowego. Obiekt ten powstał na początku lat 70. XX wieku. W 1985 roku zadecydowano o budowie w mieście nowego stadionu. Nową arenę wyposażono w bieżnię lekkoatletyczną i sztuczne oświetlenie osadzone na czterech masztach. Po stronie północnej usytuowano jedyną trybunę stadionu, ciągnącą się wzdłuż całej długości boiska i mogącą pomieścić 5000 widzów. Niewielki fragment w jej centralnej części był zadaszony. Oficjalne otwarcie obiektu miało nastąpić 1 maja 1986 roku, jednak kilka dni wcześniej (26 kwietnia) doszło do katostrofy w pobliskiej elektrowni jądrowej, przez co ewakuowano całą ludność z miasta Prypeć. Następnie utworzono Strefę Wykluczenia, w związku z czym miasto zostało opuszczone na stałe, a praktycznie ukończony, choć nie oddany oficjalnie do użytku stadion, podobnie jak inne obiekty w Prypeci, z czasem wyniszczał i zarósł dziką roślinnością. Klub piłkarski odtworzono w mieście Sławutycz, dokąd ewakuowano mieszkańców Prypeci, choć działał on tam jedynie przez dwa sezony.